# 名古屋汎太平洋平和博覧会
座標: 北緯35度6分25.7秒 東経136度53分5秒 / 北緯35.107139度 東経136.88472度
名古屋汎太平洋平和博覧会（なごやはんたいへいようへいわはくらんかい）は、1937年（昭和12年）の3月15日から5月31日まで名古屋市南区熱田前新田（現・港区港明一丁目・港明二丁目・港楽一丁目一帯）で行われた博覧会である。
名古屋市では、1934年（昭和9年）に市の人口が100万人を突破するなど発展を続けており、市の宣伝のために博覧会を開くことが議会で発案されたが、1940年（昭和15年）に東京と横浜で紀元2600年を記念した万国博覧会が計画されていたことからそれに配慮して「汎太平洋」という名称になったという。なお、博覧会開催にあたっては、以下の3つの目的が掲げられた。
- 広く内外産業文化の現状を紹介する
- わが国の産業の振興と日本文化の宣伝を行なう
- 関係各国民の平和親善と共同の繁栄に資する

「平和」を銘打ったもののこの博覧会は日本では第二次世界大戦前で最後の一大博覧会となり、終了2か月後には日中戦争が勃発している。

## 概要
- 場所：南区熱田前新田（現・港区港明一丁目・港明二丁目・港楽一丁目）[1]現在のららぽーと名古屋みなとアクルス周辺。
- 面積：約15万坪[2]
- 入場者数：4,808,164人[3]
- 参加国数：29カ国[4]
- 展示品数：約36万点[4]
- 総裁：東久邇宮稔彦王[5]

## パビリオン

### 西会場

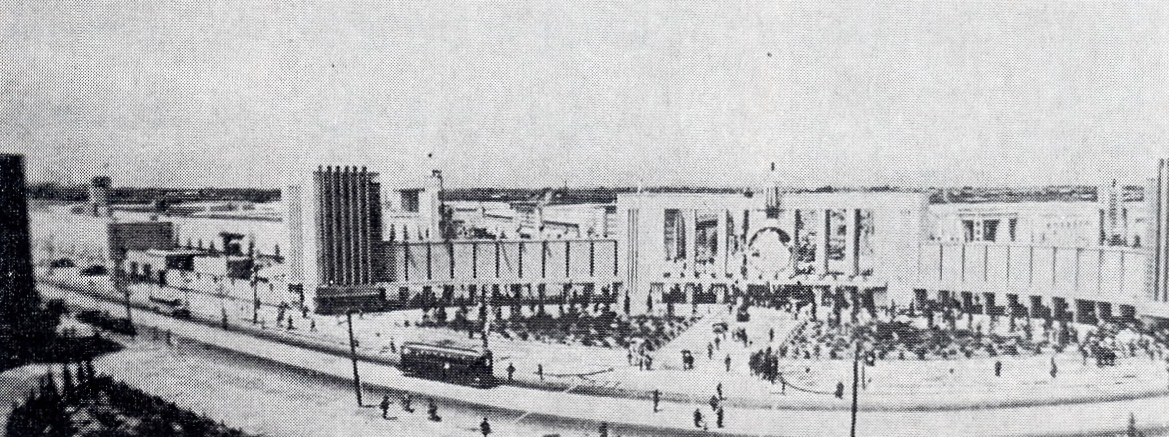
西会場正面玄関

- 中正門
- ラジオ館
- 豊田式館
- 観光館
- 電気館
- 逓信館
- 近代科学館
- 機械館
- 資源館
- 日本製鉄館
- 燃料館
- 交通運輸館
- 国防館
- 航空館
- 三菱館
- 農林館
- 水産館
- 染織館
- 蚕糸館
- 西噴水
- 温室
- 陸橋

### 東会場西部
- 中東門
- 透明人間館
- 第一産業本館
- 第二産業本館
- 専売館
- 朝日新聞会館
- トヨタ織機館
- 奈良館
- 保健衛生館
- 体育館
- 岐阜館
- 社会館
- 教育館
- 朝鮮館
- 中南米館
- 外国館
- 貿易館
- 蘭領印度館
- シャム館
- 冀察館
- ブラジル館
- 日本陶器館
- 冀東館
- 東京館
- 兵庫館
- 大阪館
- 滋賀県館
- 海外発展館
- 神奈川館
- 中央噴水
- 事務局

### 東会場東部
- 東門
- 平和塔
- 愛知名古屋館
- 台湾館
- 京都館
- 満州館
- 大毎映画館
- 歴史館
- 演芸館
- 奏楽堂

### 東会場南部
- 平和橋
- こどもの国
- 子供汽車
- 大演技場
- 野外劇場

建設されたパビリオンなどはほとんどが現存しない。現地に唯一残るものは運河を渡るために造られた平和橋（名古屋市の認定地域建造物資産）、また移築されたものでは徳川園の蘇山荘（旧迎賓館、登録有形文化財）がある。

## 交通アクセス
鉄道省は開催に先立って名古屋駅を移転・改築の上で周辺を高架化し、貨物線だった名古屋港線に最寄りの臨時駅として名古屋博覧会前駅を設置、名古屋駅との間にシャトル列車を運行した。会期の途中からは当時最新鋭のキハ43000形気動車も運用に加わっている。また、名古屋市電は博覧会に合わせて野立築地口線日比野 - 築地口間を3月に開業させている。この区間は名古屋市道江川線上に当たり、南北に分かれた会場の間を通過する形であった。
このほか、この博覧会を期して周辺の鉄道事業者が製造した車両に以下のものがある。
- 名古屋市交通局1400形電車
- 名鉄3400系電車・名鉄850系電車

### WEB
1. 1 2  池田誠一 (2013年6月25日). “名古屋の街と博覧会 【６】汎太平洋平和博覧会...「大名古屋」の総仕上げ” (PDF).   日本電気協会中部支部. 2014年5月29日閲覧。
2. ↑  “名古屋汎太平洋平和博覧会”.   名古屋商工会議所. 2014年5月29日閲覧。
3. ↑  “平和橋”.   名古屋市 (2013年7月8日). 2014年5月29日閲覧。
4. ↑  “徳川園蘇山荘” (PDF).   なごや歴まちネット (2013年12月18日). 2014年5月29日閲覧。
5. ↑  “登録有形文化財（建造物）の登録について” (PDF).   文化庁 (2014年3月18日). 2014年5月29日閲覧。

### 文献
1. 1 2 3 4  港区制施行五十周年記念事業実行委員会 1987, p. 74.
2. 1 2  港区制施行五十周年記念事業実行委員会 1987, p. 79.
3. ↑  港区制施行五十周年記念事業実行委員会 1987, p. 84.
4. 1 2  荒俣宏監修 名古屋開府400年記念事業実行委員会『尾張名古屋大百科』118頁、ISBN 978-4835617619
5. ↑  港区制施行五十周年記念事業実行委員会 1987, p. 75.